# 田子夏海
田子 夏海（たご なつみ、2006年8月5日 - ）は、大阪府出身の女子サッカー選手。セレッソ大阪ヤンマーレディース所属。ポジションはフォワード。

## 来歴
2025年1月から愛媛FCレディースMIKANより、セレッソ大阪ヤンマーレディースに加入。
2025年3月15日、WEリーグ第14節サンフレッチェ広島レジーナ戦で初得点。